# Nepeta sphaciotica
Nepeta sphaciotica là một loài thực vật có hoa trong họ Hoa môi. Loài này được P.H.Davis mô tả khoa học đầu tiên năm 1953.